# Flushing-Meadows-Park

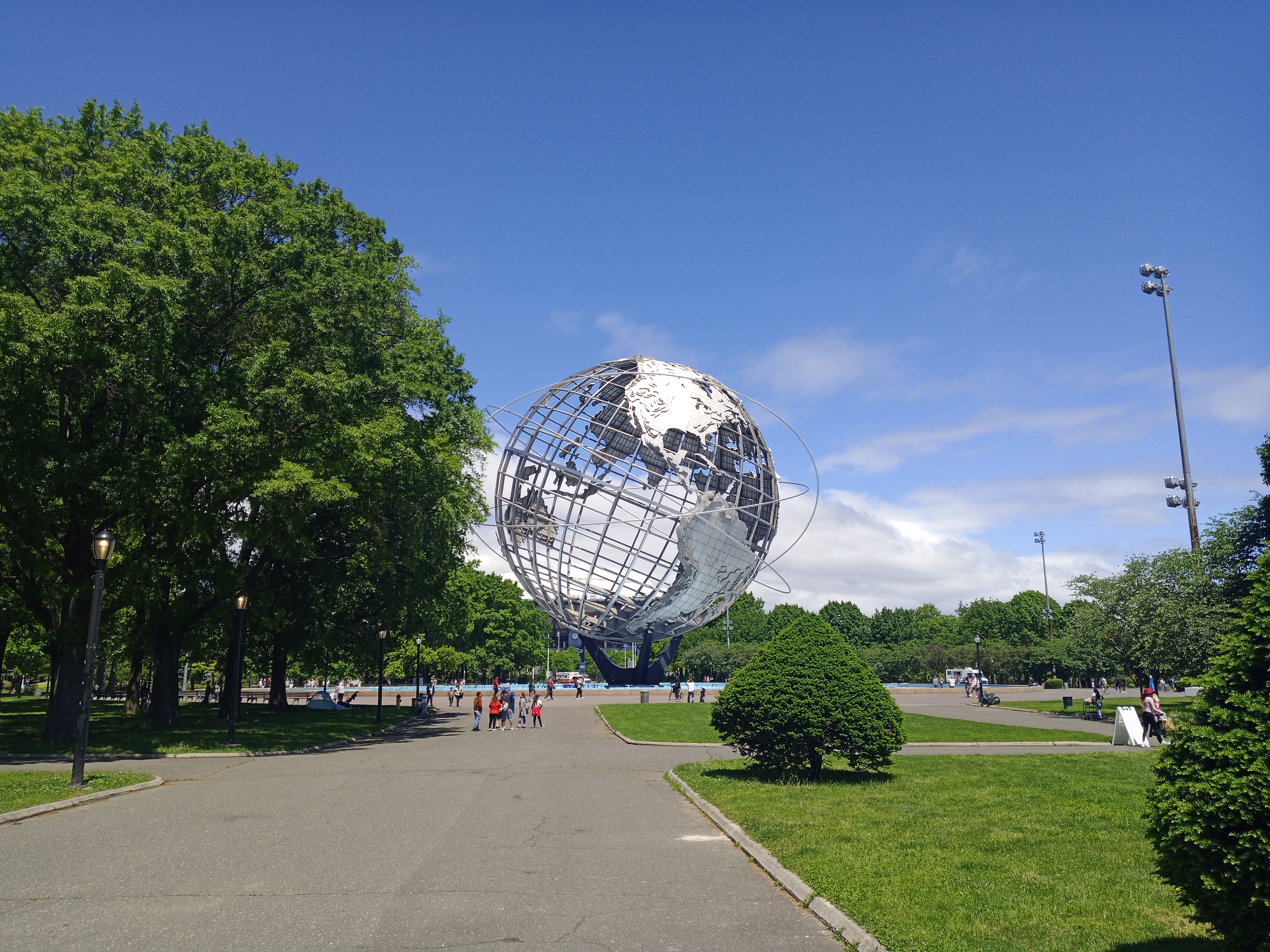
Skulptur Unisphere im Flushing Meadows Corona Park

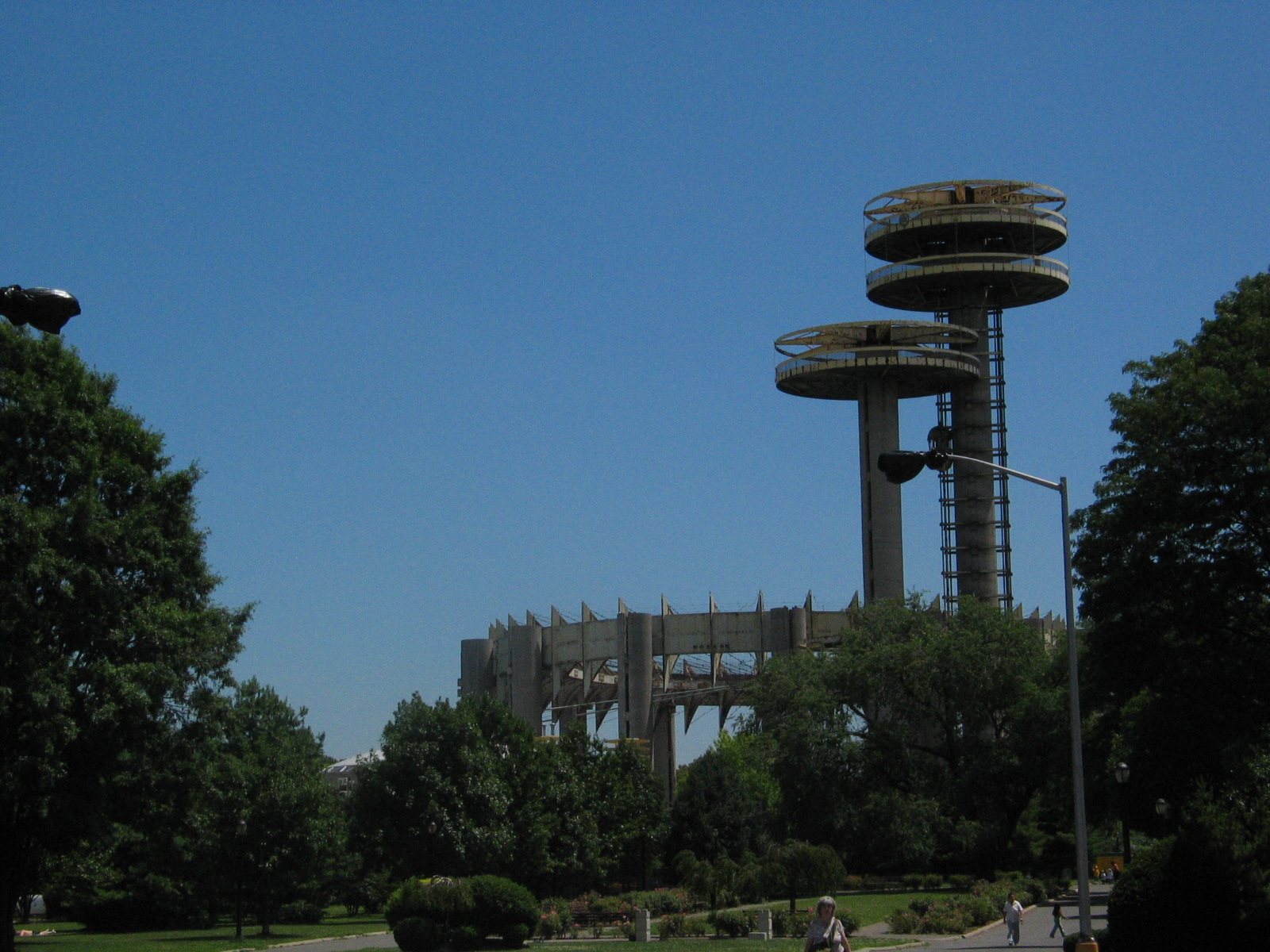
Observatory Towers

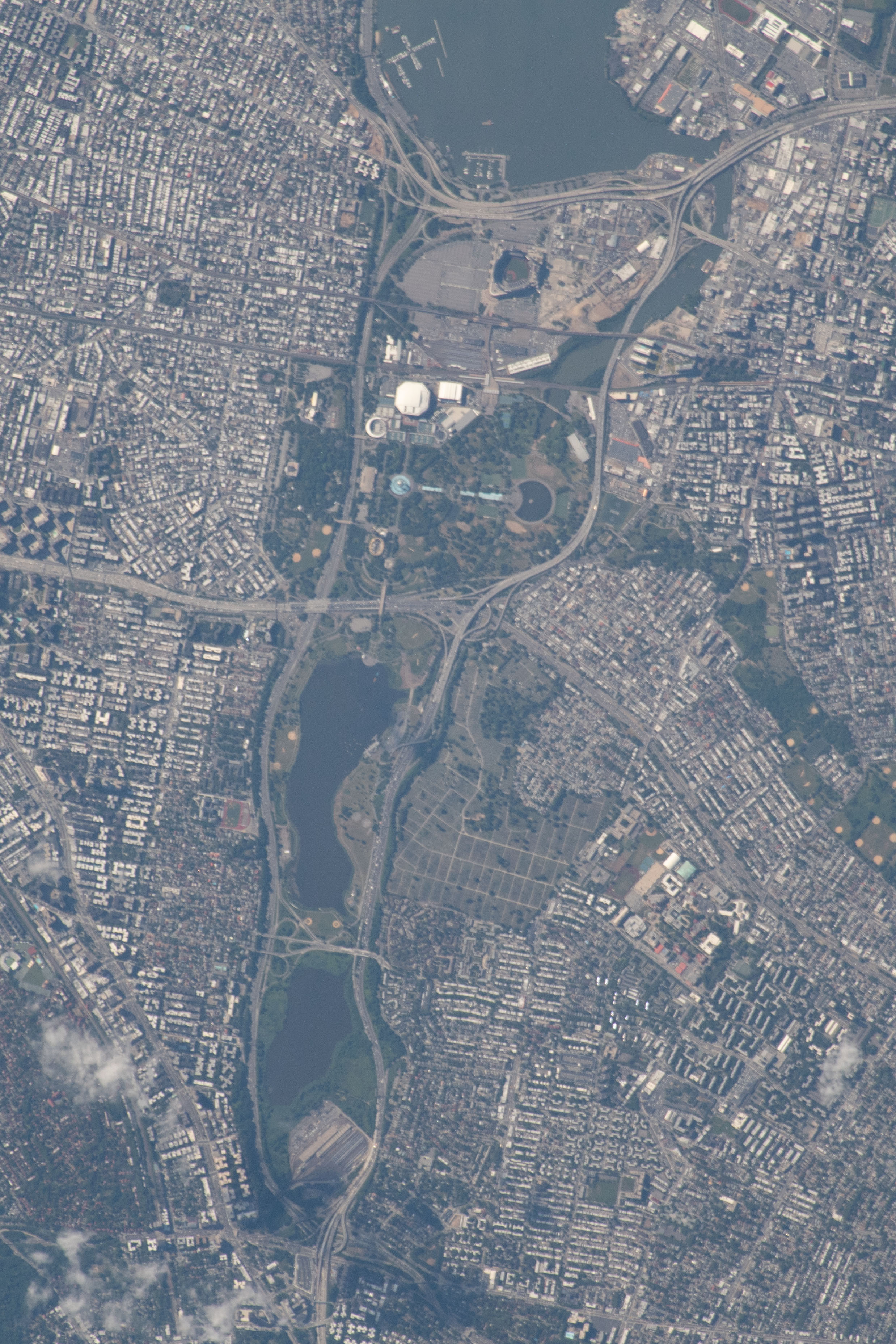
Aufnahme des Parks aus dem Erdorbit (2018)

Der Flushing Meadows Corona Park (auch nur Flushing Meadows Park oder Flushing Meadows) ist ein vom New York City Department of Parks and Recreation verwalteter Park im New Yorker Stadtbezirk Queens. Der mit 3,6 km² (897,62 Acre) größte Park in Queens wurde anlässlich der Weltausstellung 1939 New York World’s Fair angelegt und beherbergte auch die 1964 New York World’s Fair. Bekannt ist er durch eines der weltweit größten Tennisturniere, die US Open, die alljährlich im Park ausgetragen werden. Benannt ist er nach den benachbarten Stadtteilen Flushing und Corona.
Das Areal wurde in den 1930er Jahren durch die Trockenlegung einer gleichnamigen Sumpflandschaft gewonnen. Flushing ist die englische Bezeichnung für die niederländische Hafenstadt Vlissingen, aus der die ersten Siedler der Region stammten.

## Der Park heute
Der Park hat zwei Seen, den Meadow und den Willow, die über den Fluss Flushing in den Long Island Sound münden. 1946 bis 1950 fanden in der Ausstellungshalle im Park die Generalversammlungen der Vereinten Nationen statt. Im Park liegt das USTA Billie Jean King National Tennis Center mit dem Arthur Ashe Stadium, in dem die US Open ausgetragen werden. Das Baseballteam der New York Mets hat sein Stadion Citi Field ebenfalls auf dem Parkgelände. Des Weiteren befinden sich dort das Queens Theater, die New York Hall of Science, das Queens Museum, zeitweise eine Eislaufhalle und diverse andere Sportplätze.
Von der Weltausstellung 1964 sind auch noch die Unisphere, ein riesiger Globus aus Edelstahl, die Observatory Towers und der seit der Weltausstellung 1964/65 ungenutzte New York State Pavilion erhalten. Die anderen Gebäude wurden abgebaut, nachdem sich für sie kein neuer Nutzungszweck gefunden hatte.

## Neuvermessung der Fläche
Der Park galt mit 1255 Acre lange Zeit als der drittgrößte Park von New York. In einem offiziellen Dokument aus dem Jahr 1936 wurde noch eine Größe von 1031 Acre angegeben, in den 1950er Jahren lag die Fläche offiziell bei 1257 Acre. Seit den 1980er Jahren war der Park in den Akten mit einer Fläche von 1255 Acre verzeichnet. Im Jahr 2010 begann das New York City Department of Parks and Recreation mit einer exakten Neuvermessung aller Parks der Stadt. Die 2013 veröffentlichten Ergebnisse ergaben dann zu aller Überraschung, dass der Park nur 897,62 Acre groß ist. Als einer der Hauptgründe für diesen erheblichen Unterschied wird vermutet, dass bei früheren Berechnungen die Flächen mehrerer breiter Straßen mitgerechnet wurden. Dies betrifft den Grand Central Parkway, der den Park von Beginn an durchlief, sowie die später gebauten Straßen Van Wyck Expressway (Interstate 678), Long Island Expressway (Interstate 495) und Jewel Avenue.

## In den Medien
- In der Science-Fiction-Komödie Men in Black von 1997 ist der Flushing Meadows Park zu sehen. Die Charaktere Agent J (Will Smith) und Agent K (Tommy Lee Jones) versuchen, die Schabe (Vincent D’Onofrio) daran zu hindern, die Erde in einem Observation Tower zu verlassen, der sich in ein außerirdisches Raumschiff verwandelt und in die Unisphere stürzt.
- In der Eröffnungssequenz der Comedy-Serie King of Queens sind in einer Aufnahme die fiktiven Charaktere Doug, Carrie und Arthur auf dem Rasen vor der Unisphere zu sehen.
- In Grand Theft Auto IV und Grand Theft Auto: Chinatown Wars kommt der Park unter dem Namen „Meadows Park“ vor.
- In Iron Man 2 ist der Flushing-Meadows-Park Ausrichtungsort der „Stark Expo“. Auch in dem Film Captain America: The First Avenger, der in demselben Universum spielt, findet bereits 1943 eine Ausstellung am selben Ort statt, wobei anachronistischerweise die Unisphere zu sehen ist.
- Ein Teil des Science-Fiction-Films A World Beyond spielt im Flushing-Meadows-Park zur Zeit der Weltausstellung 1964.